# هيروهيتو ناكامورا
هيروهيتو ناكامورا (باليابانية: 中村 洋仁) (9 مايو 1974 في أوساكا في اليابان – )؛ هو لاعب كرة قدم ياباني سابق كان يلعب كمهاجم.

## وصلات خارجية
- هيروهيتو ناكامورا على موقع رابطة كرة القدم اليابانية للمحترفين (اليابانية)
- هيروهيتو ناكامورا على موقع عالم كرة القدم.نت (الإنجليزية)